# Cirkno
Cirkno (na Zilji) (nemško Kirchbach) je občina v Gornji Ziljski dolini v okraju Šmohor na avstrijskem Koroškem.

## Geografija

### Geografska lega
Občina leži v Gornji Ziljski dolini  na jugu meji z Italijo. Nad območjem občine se na severu dvigajo Ziljske Alpe na jugu pa Karnijske Alpe.

### Naselja v občini
Občina Cirkno (na Zilji) je sestavljena iz štirih katastrskih občin: 
- Kneža  (nemško Grafendorf),
- Riže  (nemško Reisach),
- Cirkno (nemško Kirchbach),
- Bajdek  (nemško Weidegg).

Občina obsega naslednjih 31 naselij (v oklepaju prebivalstvo na 1. januarja 2015):
| - Anraun (2) - Bajdek (Waidegg) (212) - Bodenmühl (6) - Cirkno (Kirchbach) (505) - Debrevnica (Oberdöbernitzen) (98) - Dobrava (Forst) (35) - Godersbach (67) - Grm(ov)nica (Griminitzen) (39) - Gundersheim (291) - Hochwart (23) - Katlingberg (3) - Kneža (Grafendorf ) (519) | - Krieben (3) - Lenzhof (10) - Oberbuchach (16) - Reißkofelbad (45) - Rinsenegg (1) - Riže (Reisach ) (378) - Rut(e) (Rauth) (6) - Schimanberg (27) - Schmalzgruben (9) - Schönboden (4) | - Staudachberg (5) - Stöfflerberg (13) - Stranje (Stranig) (94) - Tramun (9) - Treßdorf (208) - Unterbuchach (7) - Unterdöbernitzen (27) - Wassertheurerberg (5) - Welzberg (6) |

## Zgodovina
Na območju občine je  bil že v 4. stoletju pr. n. š. rudniška naselbina. Leta 15  pr. n. š. so območje zasedli Rimljani, nakar je med današnjima naseljema Riže in Gundersheim nastalo mestece »Troi Risa«,  pomembno za trgovino s kovinami. Mestece je bilo najverjetneje zasuto s plazom iz gore Reißkofel.
Današnji sedež občine poimenovane po glavnem kraju Cirkno, je nastal okoli farne cerkve Sv. Martina, ki jo je med leti 1070 in 1140 zgradil oglejski patriarh, ki je imel vse do 18. stoletja ordinariatske pravice iz farne cerkve Sv. Danijela.   Majhen grad Baidek, ki je v neznatnih ruševinah nad istoimenskim naseljem in je prvič v virih omenjen leta 1288, je bil sedež ministerialov goriško-tirolskih grofov.  Na območju občine se nahajata še dva plemiška sedeža ali graščini in sicer Fronthurm v Rižah in Turnhof v Cirknem.  Območje je do leta 1525 spadalo pod  Ortenburško grofijo, nato pa vse do leta 1848 pod posest knezov Porcia.
Območje občine je bilo med prvo svetovno vojno v neposredni bližini fronte, zato je še vedno vidno na terenu zasute strelske jarke in vojna grobišča. Cirkno je leta 1997, zaradi vključenosti v občino tudi velikih vasi Riže in Bajdek, dobila pravico da nosi ime »trška občina«.

## Prebivalstvo
Po popisu prebivalstva leta 2001 je imela občina Cirkno 2.881 prebivalcev. 70,6 % prebivalcev se je prištevalo k rimo-katolikom, 27,7 % pa evangeličanom.

## Znamenitosti v občini
- Cerkev Sv. Martina v Cirknem na Zilji: romanska zgradba – farna cerkev,  Cirkno
- Grad Turnhof (Cirkno)